# Schlacht am Brunkeberg

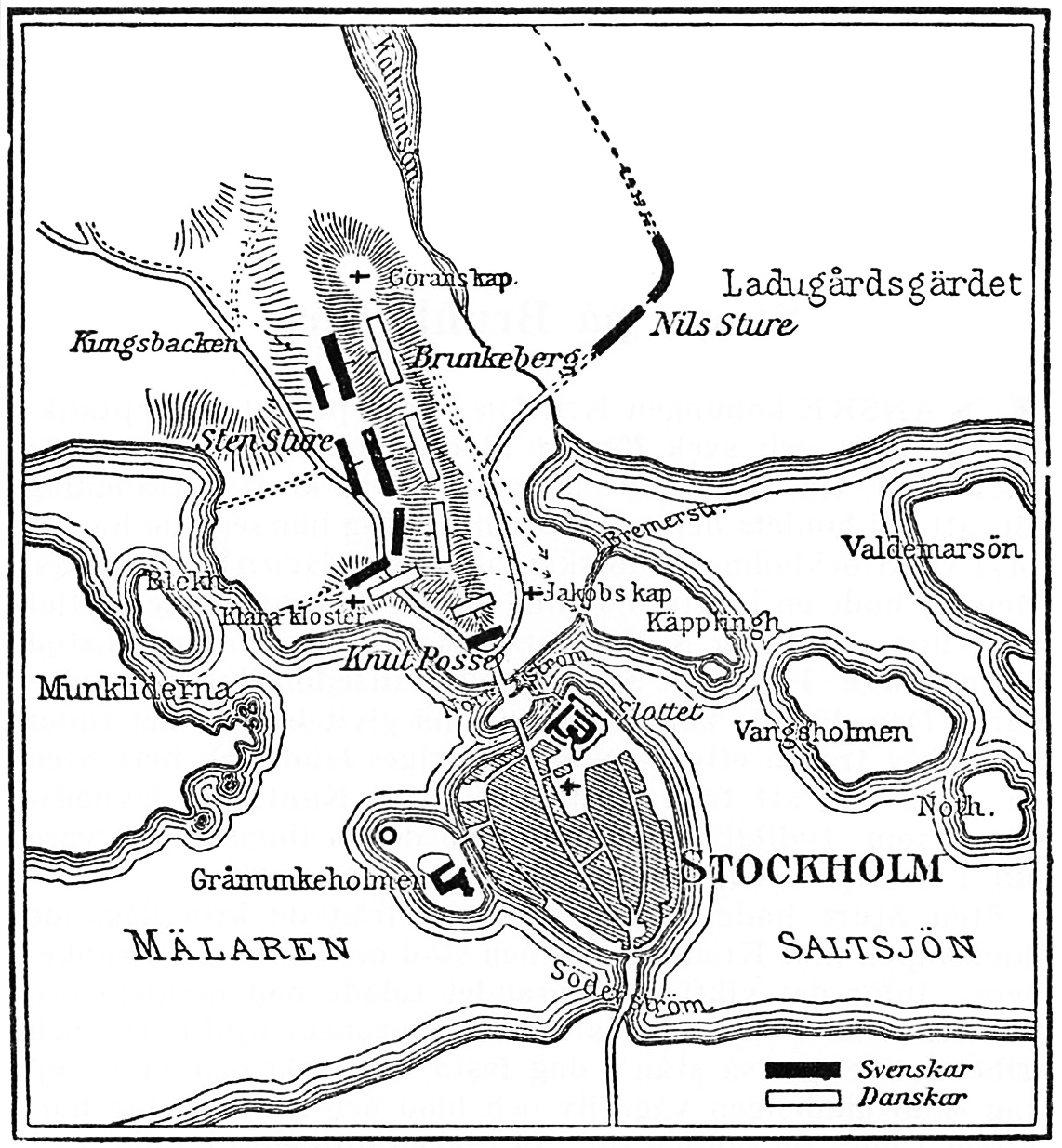
Aufstellungen, Angriffe und Rückzug in der Schlacht am Brunkeberg

Die Schlacht am Brunkeberg war die entscheidende Schlacht während des Dänisch-Schwedischen Krieges. Sie fand am 10. Oktober 1471 zwischen den Heeren des schwedischen Reichsverwesers Sten Sture des Älteren und des dänischen Königs Christian I. statt. Die Kampfhandlungen fanden in der Gegend um die Anhöhe Brunkebergsåsen im heutigen Stockholmer Stadtteil Norrmalm statt.

## Schlachtverlauf
Der dänische König war mit seinen Schiffen nach Stockholm gereist und ankerte im August 1471 vor der heutigen Insel Djurgården (damals Valmundsön). Er ging mit seiner Armee an Land und errichtete sein Lager nördlich der Stadt, die damals nur aus der heutigen Altstadt und Riddarholmen bestand. Ziel des Aufenthalts war, Sten Sture als Reichsverweser abzusetzen und selbst als König von Schweden bestätigt zu werden. Vor allem die engen Beziehungen Sten Stures zur deutschen Hanse missfielen dem Regenten der Kalmarer Union, wobei sich auch einige schwedische Ratsherren vom Geschlecht der Wasa und Oxenstierna gegen eine größere Machtfülle Sten Stures aussprachen.
Am Vormittag des Kampftages erreichte Sten Sture mit Rittern und Fußvolk die Gegend des heutigen Platzes Hötorget. Er plante einen Angriff von mehreren Seiten und hatte mit seinem Verwandten Nils Sture und dem Schlossherren des Stockholmer Schlosses Knut Posse Verbündete im Osten bzw. Süden des Brunkebergsåsen. Seine eigene Einheit hatte er westlich davon positioniert. Christians Einheiten hatten sich auf dem Brunkebergsåsen hinter Holzpalisaden positioniert und Vorposten nahe dem Kloster Klara und an der Brücke nach Blasieholmen errichtet. Die Kampfhandlungen begannen heftig mit mehreren Schusssalven, bei denen der dänische König von einer Kugel im Gesicht getroffen wurde. Christian verlor einige Zähne und zog sich zurück.
Als Sten Stures Verbündete in die Schlacht eingriffen, wurde Christians Heer geteilt und erlitt herbe Verluste. Viele Dänen versuchten, ihre Schiffe zu erreichen, doch die dazwischen liegenden Brücken waren vorher von den Schweden zerstört worden. Die Anzahl der Toten und Verletzten bei dieser Schlacht ist nicht bekannt.

## Nachwirkungen

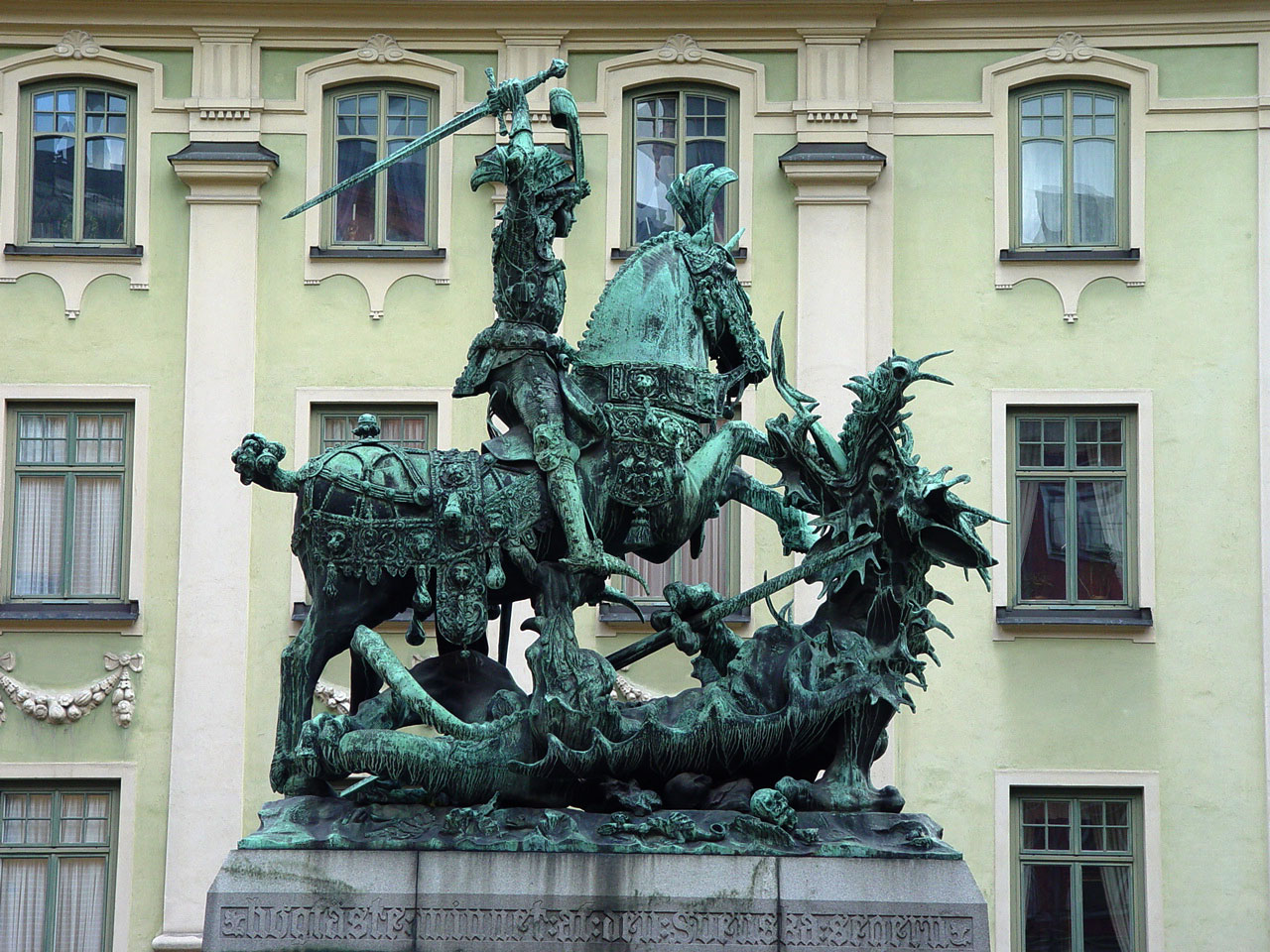
St. Georg und der Drache in der Stockholmer Altstadt.

Der Sieg in der Schlacht am Brunkeberg brachte Sten Sture große Achtung bei seinen Landsleuten ein. Manche wollten ihn schon für heilig erklären. Der Bildhauer Bernt Notke erschuf die Statue St. Georg und der Drache als Allegorie auf die Schlacht. Dabei wird Sten Sture als heiliger Georg dargestellt, der die Jungfrau Schweden aus den Fängen des dänischen Drachen befreit.

## Bewertung
Ältere nationalromantische Quellen aus Schweden bezeichneten die Schlacht als Meilenstein auf dem Wege zur schwedischen Selbstständigkeit, doch aus heutiger Sicht waren eher machtpolitische und ökonomische Interessen ausschlaggebend. Dies zeigt sich vor allem darin, dass auf beiden Seiten überwiegend schwedische Soldaten teilnahmen. Die Schlacht endete mit einem Sieg Sten Stures, der damit seine Position für weitere 25 Jahre festigte.